# Club Deportivo Star Club
El Star Club es un equipo de fútbol profesional de Riobamba, Provincia de Chimborazo, Ecuador. Fue fundado el 18 de mayo de 1985. Actualmente juega en la Segunda Categoría de Ecuador.
Está afiliado a la Asociación de Fútbol No Aficionado de Chimborazo.

## Historia
El Star Club Riobamba, fundado en Riobamba, el 18 de mayo de 1985, es filial de la Federación Deportiva del Chimborazo y forma parte de la AFNACH; tiene como finalidad fomentar el desarrollo del deporte de la ciudad y provincia, se sujeta a la ley y reglamentos de educación física, deportes y recreación y también a los estatutos y reglamentos de la Federación Deportiva de Chimborazo.
Su nombre completo es Club Deportivo Santo Tomás Apóstol Riobamba, más conocido por sus siglas como STAR Club.

### Clásicos
Club Atlético River Plate Riobamba, "Ídolo chimboracense"  vs Star Club, "equipo consentido", Clásico de la Sultana.

## Estadio
El Star Club utiliza en sus cotejos de local el Estadio Salesiano Padre Pascual Bissón.

## Palmarés

### Torneos Provinciales
| Competición                            | Títulos                                                           | Subcampeonatos                      |
| -------------------------------------- | ----------------------------------------------------------------- | ----------------------------------- |
| Segunda Categoría de Chimborazo (11/6) | 1990, 1995, 1996, 1998, 2005, 2009, 2010, 2011, 2014, 2015, 2016. | 1989, 1991, 1992, 1993, 2007, 2013. |